# Bombningen av Banpalatset

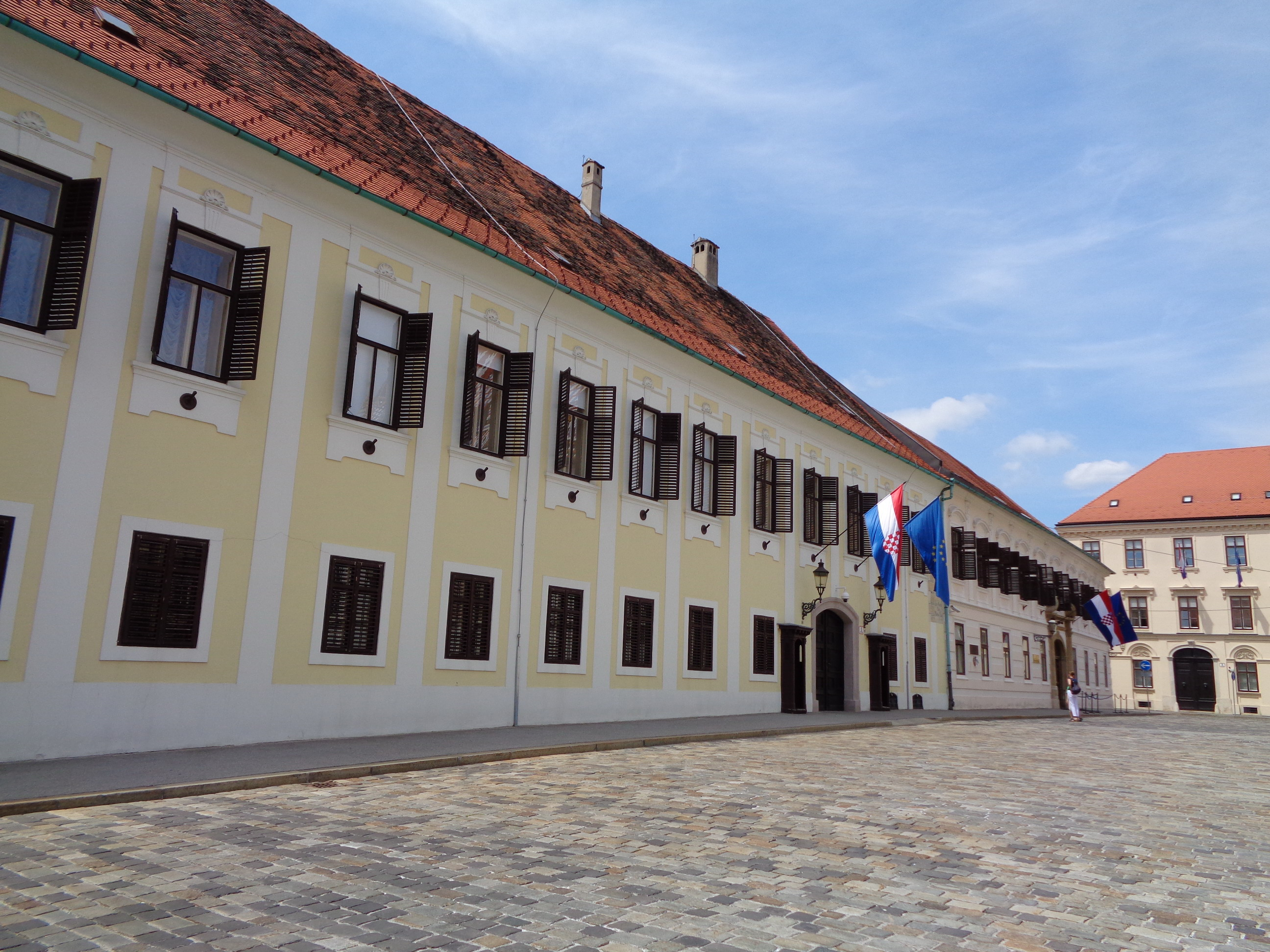
Banpalatset år 2015.

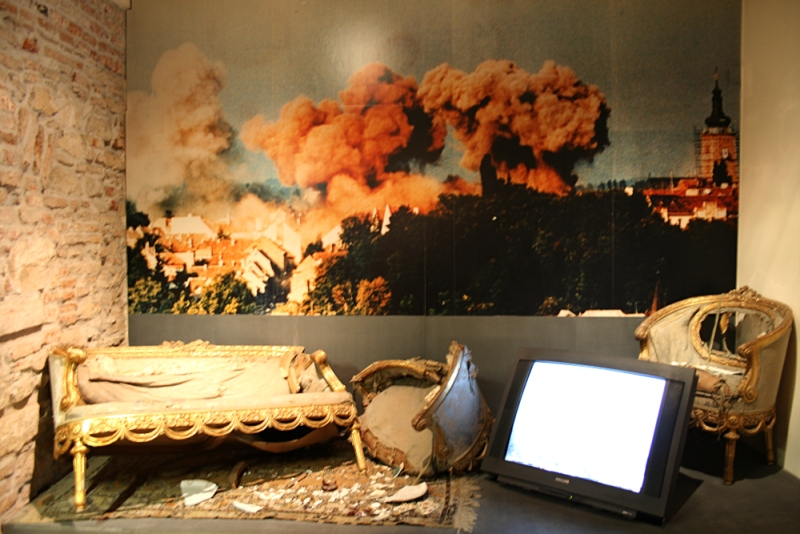
Utställning i Zagrebs stadsmuseum. I materialet ingår bland annat möbler från Banpalatset som förstördes i flygangreppet den 7 oktober 1991. På väggen ett fotografi av Hrvoje Knez som visar hur ett rökmoln stiger mot skyn från Övre staden precis efter angreppet.

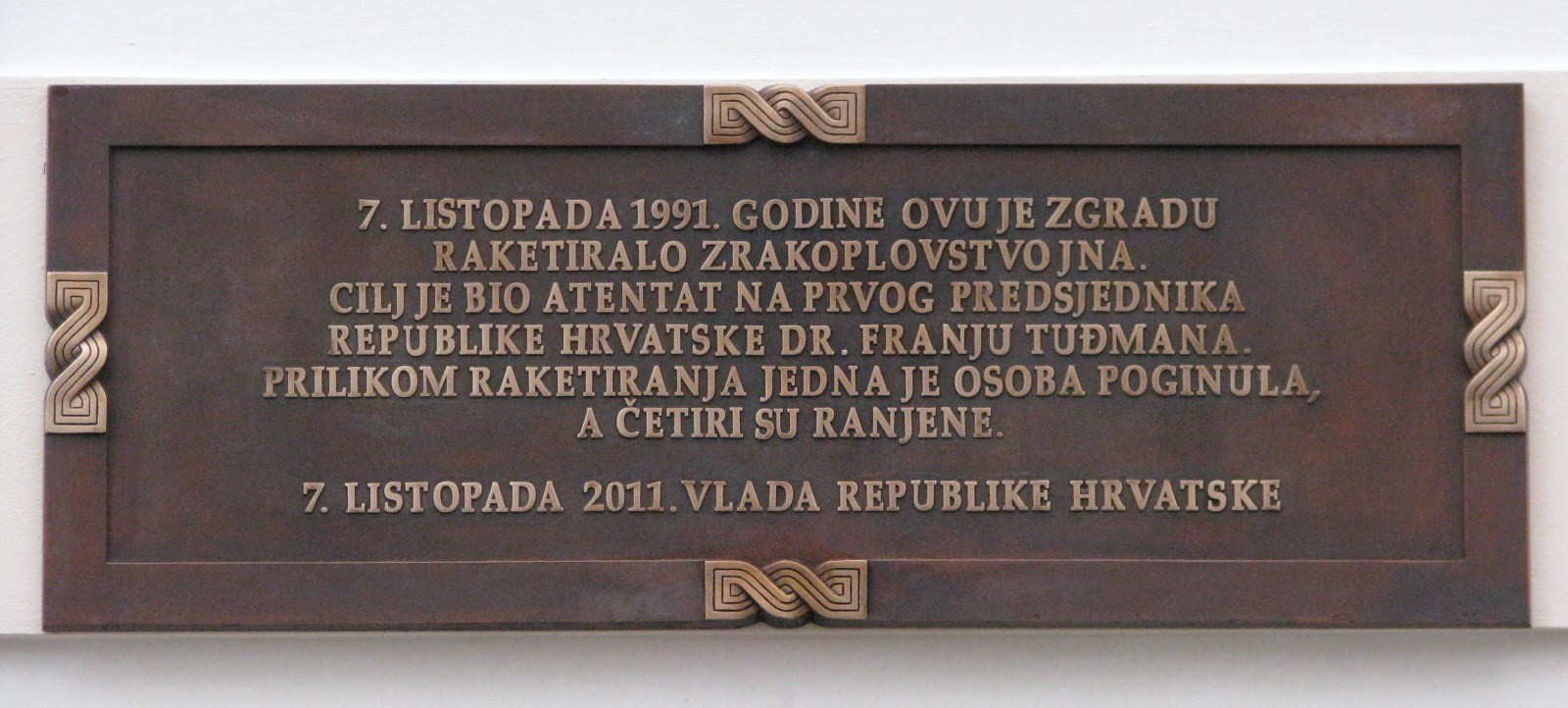
En minnestavla uppsatt 20 år efter angreppet (2011) av den kroatiska regeringen på Banpalatsets fasad. Minnestavlans fyra sidor är dekorerade med ett stiliserat uttryck av kroatiskt flätmönster. Texten lyder: Den 7 oktober 1991 raketbesköt flygvapnet denna byggnad. Syftet var att genomföra ett attentat mot Republiken Kroatiens förste president dr. Franjo Tuđman. I samband med raketbeskjutningen omkom en person och fyra skadades. 7 oktober 2011. Kroatiska regeringen.

Bombningen av Banpalatset (kroatiska: bombardiranje Banskih dvora) var ett flygangrepp som utfördes klockan 15:10 den 7 oktober 1991 mot Banpalatset i Zagreb i Kroatien. Det utfördes av det dåvarande jugoslaviska flygvapnet. Vid tiden för angreppet användes Banpalatset av den kroatiska regeringen och som den förste folkvalde kroatiske presidenten Franjo Tuđmans officiella residens. Syftet för angreppet var att utplåna Kroatiens politiska ledning inklusive dess president samt förstöra kroaternas stridsmoral. En person dödades och fyra personer skadades i flygbombningen.   

## Upprinnelse
Bombningen av Banpalatset föranleddes av att Kroatien den 25 juni 1991 (tillsammans med Slovenien) hade utropat självständighet från den sydslaviska federala staten Jugoslavien. Beslutet ogillades av den jugoslaviska centralregeringen i Belgrad. Genom medling av dåvarande EEG och OSSE undertecknades Brijuniavtalet den 7 juli 1991 av Kroatien, Slovenien och den jugoslaviska centralregeringen. Avtalet innebar att Kroatien (och Slovenien) accepterade ett tre månader långt moratorium för självständighetsförklaringarna. Moratoriet skulle ha löpt ut den 8 oktober 1991 och dagen innan beordrade den jugoslaviska centralregeringen flygangrepp mot flera objekt och platser i Zagreb med omgivningar. Bombningen av Banpalatset var bara en av angreppen i denna serie av flygattacker.

## Bombningen
Omkring middagstid den 7 oktober 1991 sammanträdde Franjo Tuđman med Stjepan Mesić och Ante Marković i Banpalatset. Samtliga var etniska kroater. Mesić var Jugoslaviens president och Marković Jugoslaviens premiärminister. Vid mötet diskuterades bland annat den politiska situationen samt nödvändigheten av Kroatiens självständighet. Strax efter klockan 15:00 inledde det jugoslaviska flygvapnet angrepp mot flera mål i och omkring Zagreb. Omkring trettio flygplan deltog i bombräderna. Klockan 15:10 angreps Banpalatset som skadades svårt av två direktträffar. De tre politiska ledarna Tuđman, Mesić och Marković liksom övriga personer som befann sig i byggnaden undkom angreppet. Utanför Banpalatset skadades fyra personer och i kvarteret Tuškanac dödades en person. 
I angreppet mot Övre staden deltog två flygplan av typen Mikojan-Gurevitj MiG-21 och två flygplan av typen Soko G-4 Super Galeb. Banpalatsets fasad, dess rum och delar av byggnadens takstruktur skadades i angreppet liksom flera historiska byggnader i dess omedelbara närhet, däribland Parlamentspalatset, Gamla stadshuset, Sankt Markus kyrka och Vojković-Oršić-Kulmer-Rauch-palatset som hyser Kroatiska historiska museet.

## Eftermäle
I ett uttalande efter angreppet beskrev Tuđman händelsen som en terroristhandling utförd av barbarer med syfte att förstöra Banpalatset som symbol för Kroatiens statsstatus. Han hävdade att angreppet var ett försök till att stoppa införandet av demokrati i Kroatien samt hindra upprättandet av ett självständigt Kroatien. Marković beskrev angreppet som ett mordförsök och anklagade den dåvarande jugoslaviske överbefälhavaren och etniske serben Veljko Kadijević för att vara ansvarig för dess utförande. Kadijević avfärade anklagelserna och hävdade att de inte var godkända av det militära centralkommandot i Belgrad. Han hävdade att det inte kunde uteslutatas att angreppet hade varit iscensatt av den kroatiska ledningen.
Med anledning av händelsen rådde det amerikanska konsulatet amerikanska medborgare, däribland journalister, att lämna Kroatien. Det amerikanska utrikesdepartementet meddelade att den skulle överväga att införa ekonomiska sanktioner mot Jugoslavien. Tyskland fördömde attacken och kallade den barbarisk samt lade skulden på den jugoslaviska militären.
Den 8 oktober 1991, dagen efter angreppet, löpte det tre månader långa moratoriet för Kroatiens självständighetsförklaring ut. Av rädsla för nya angrepp sammanträdde det kroatiska parlamentet i hemlighet i företagets INA:s huvudkontor istället för Parlamentspalatset i Övre staden. I samband med parlamentsmötet fattades beslutet att verkställa Kroatiens självständighetsförklaring och avbryta alla kvarvarande statsbärande relationer med de övriga jugoslaviska delrepublikerna. 
Som ett resultat av angreppet blev Presidentpalatset, tidigare känt som Villa Zagorje, hädanefter de kroatiska presidenternas officiella residens.             